# Miocardiopatía de takotsubo

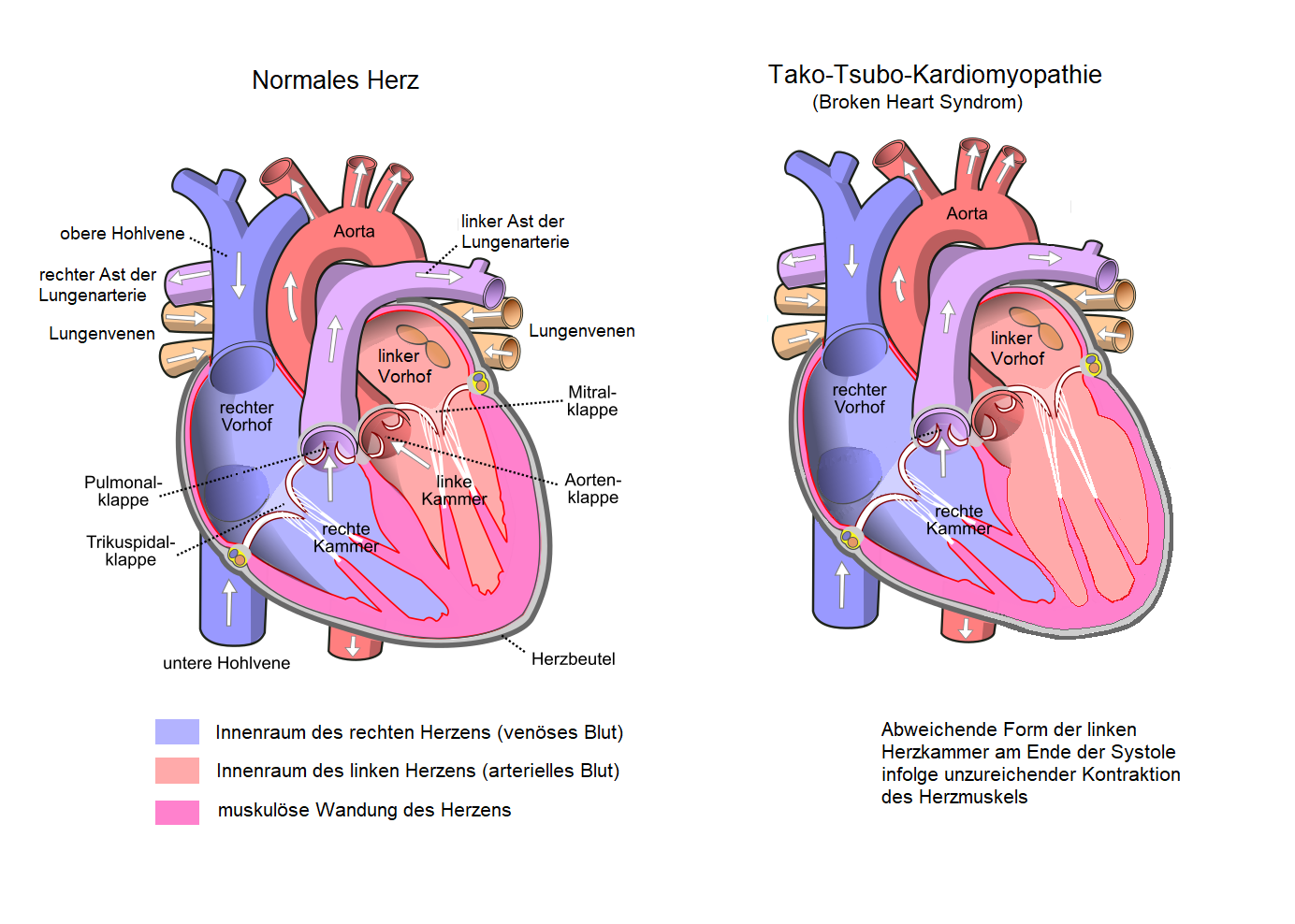
Miocardiopatía de takotsubo

La miocardiopatía de takotsubo, también conocida como disfunción apical transitoria, discinesia (o disquinesia) apical transitoria, síndrome de balonamiento apical transitorio, síndrome del corazón roto o miocardiopatía por estrés, es un tipo de miocardiopatía no isquémica en la que hay un repentino debilitamiento temporal del miocardio que puede ser desencadenado por estrés emocional como en el caso de una ruptura amorosa o la muerte de un ser querido.
La presentación típica de una persona con miocardiopatía de takotsubo es una aparición repentina de insuficiencia cardíaca congestiva o dolor torácico asociado a alteraciones en el electrocardiograma que sugieren un infarto agudo de miocardio de la pared anterior.
Durante el curso de la evaluación del paciente, se observa con frecuencia un abultamiento de la punta del ventrículo izquierdo con una hipercontractilidad de la base del ventrículo izquierdo, característica que le dio al síndrome el nombre de takotsubo (蛸壺, «trampa de pulpos» en Japón, donde fue descrita por primera vez).
La causa parece implicar niveles altos de catecolaminas circulantes (principalmente adrenalina/epinefrina). La evaluación de las personas con miocardiopatía de takotsubo incluye típicamente una angiografía coronaria, que puede no revelar algunas obstrucciones significativas que puedan causar la disfunción ventricular izquierda. Cuando la persona sobrevive a su presentación inicial, la función ventricular izquierda mejora dentro de 2 meses. La miocardiopatía de takotsubo es más frecuente en mujeres postmenopáusicas. Usualmente, presenta una historia con un reciente estrés físico o emocional severo.

## Historia
Inicialmente descrita por un grupo japonés, Satoh et al.1 a inicios de la década de 90, mostraba que pacientes, preferencialmente mujeres, de media edad, después de un intenso grado de estrés presentaban un cuadro clínico similar al del infarto agudo de miocardio (dolor precordial, alteraciones en las enzimas cardíacas, compromiso segmentario del ventrículo izquierdo), aunque con las coronarias normales. Se le dio a ese síndrome el nombre de «síndrome del corazón roto», o «síndrome de takotsubo», pues en la ventriculografía izquierda el corazón presentaba, en la sístole ventricular, el formato de una trampa usada en Japón para cazar pulpos.

## Etiología

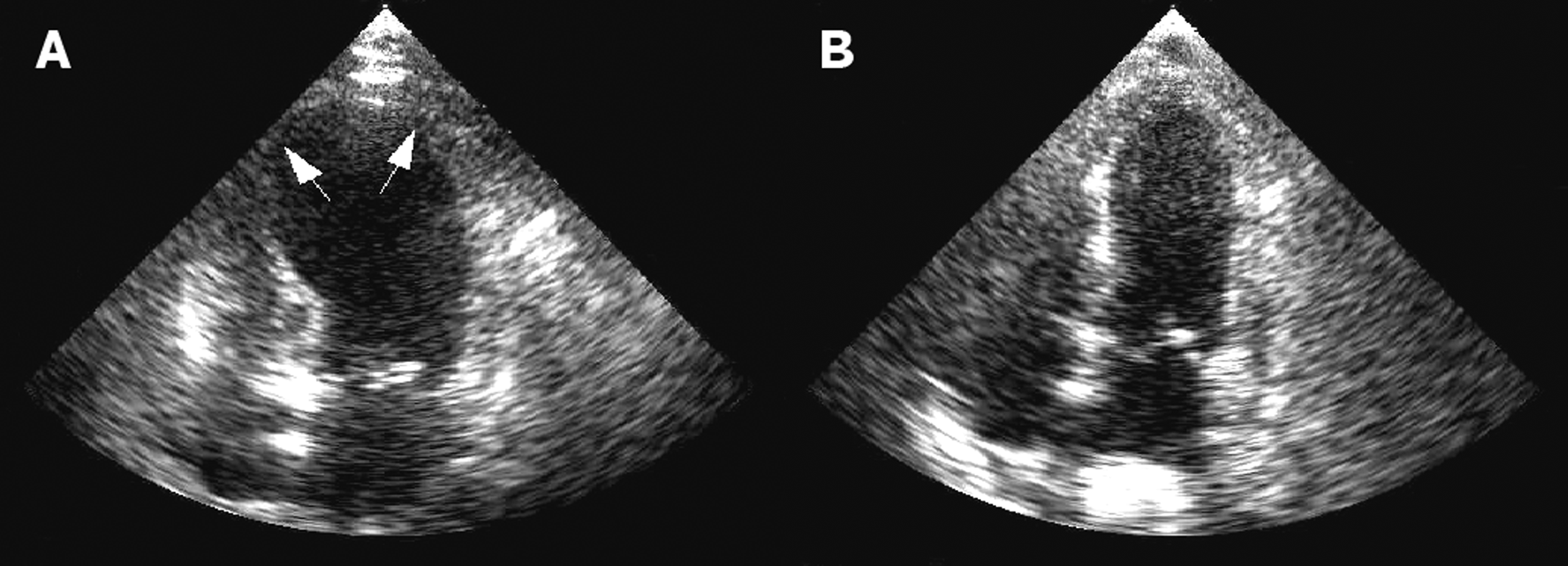
(A) La ecocardiografía muestra la dilatación del ventrículo izquierdo en la fase aguda. (B) Resolución de la función ventricular izquierda tras la repetición del examen 6 días después.

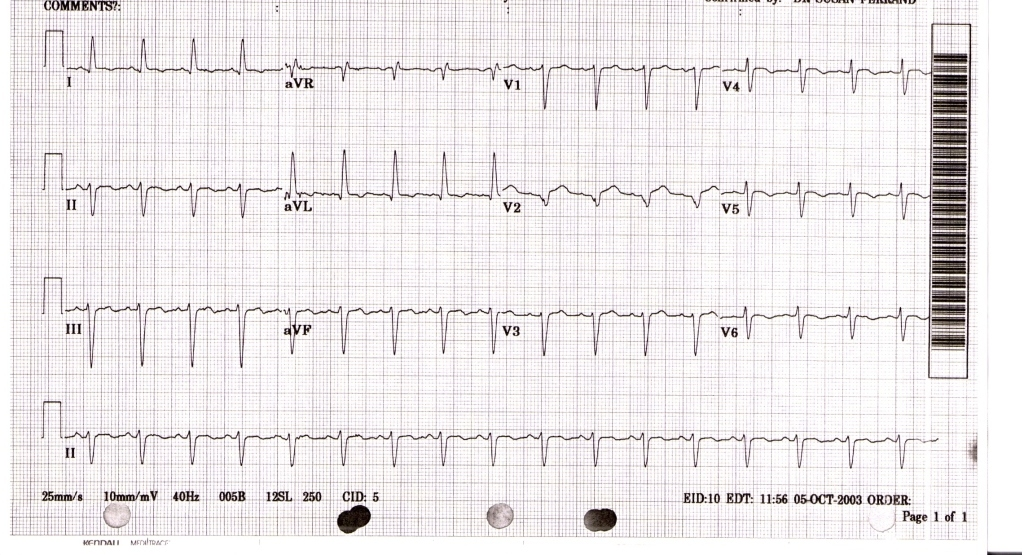
El electrocardiograma muestra taquicardia sinusal y cambios no específicos del segmento ST y la onda T en un paciente con diagnóstico confirmado de miocardiopatía de takotsubo.

La etiología de la miocardiopatía de takotsubo aún no se encuentra totalmente explicada, sin embargo, se han propuesto diversos mecanismos.
Las series de casos a grandes grupos de pacientes informan que algunos pacientes desarrollan miocardiopatía de takotsubo después de un estrés emocional, mientras que otros tienen un factor de estrés clínico anterior (tal como un ataque de asma o una enfermedad repentina). Aproximadamente un tercio de los pacientes no tienen antecedentes de eventos estresantes previos.

## Histología
Se ha registrado miocitólisis focales como un origen de esta miocardiopatía. Hasta ahora, ningún agente microbiológico se ha asociado a la miocardiopatía de takotsubo. Hallazgos patológicos que sugieren que esta miocardiopatía es una especie de enfermedad inflamatoria, pero no una enfermedad coronaria. También hay un informe que describe daño miocárdico histológico sin enfermedad coronaria.